# Earl Rivers
Earl Rivers war ein britischer Adelstitel, der zweimal als erblicher Titel und einmal auf Lebenszeit in der Peerage of England verliehen wurde.
Die Namensgebung des Titels leitet sich nicht von einem Ort ab, daher auch nicht „Earl of Rivers“, sondern vom alten Familiennamen des Geschlechtes „Redvers“ oder „Reviers“.

## Verleihungen und nachgeordnete Titel
Die Earlswürde wurde erstmals am 24. Mai 1466 an Richard Woodville, 1. Baron Rivers, verliehen. Dieser war bereits am 9. Mai 1448 zum Baron Rivers erhoben worden. Sein Sohn, der spätere 2. Earl, war seit 1464 mit Elizabeth Wydville, 8. Baroness Scales verheiratet und war aus deren Recht 8. Baron Scales. Bei ihrem Tod, 1473, fiel dieser Titel in Abeyance. Die Earlswürde und die Baronie Rivers erloschem am 5. März 1491, als der dritte Earl ohne männlichen Nachkommen starb. 
Die zweite Verleihung erfolgte am 4. November 1626 an Thomas Darcy, 1. Viscount Colchester. Bereits am 5. Juli 1621 war ihm der Titel Viscount Colchester verliehen worden. Zudem hatte er bereits 1581 von seinem Vater den Titel 3. Baron Darcy of Chiche geerbt, der 1551 seinem Großvater verliehen worden war. Da der einzige Sohn des 1. Earls kinderlos gestorben war, war ihm 1613 der Titel Baron Darcy of Chiche neu verliehen worden, diesmal mit dem besonderen Zusatz, dass dieser Titel in Ermangelung eigener männlicher Nachkommen auch an seinen Schwager Thomas Savage, 1. Viscount Savage (1586–1635) und dessen männliche Nachkommen vererbbar sei. Auch die Verleihungen des Earldoms und der Viscountcy enthielten einen entsprechenden Zusatz zugunsten dieses Schwagers. Bei seinem Tod 1640 erlosch der Baronstitel von 1551 und die übrigen Titel gingen, da sein Schwager bereits 1635 gestorben war, entsprechend an dessen Sohn John Savage, 2. Viscount Savage als 2. Earl. Dieser hatte von seinem Vater die Titel Viscount Savage und Baronet, of Rocksavage in the County of Chester, geerbt, die diesem 1626 bzw. 1611 verliehen worden waren. Alle seine Titel erloschen 1735 beim Tod seines Nachfahren, des 5. Earls.
Am 21. April 1641 wurde Elizabeth Savage, die Witwe des oben genannten Thomas Savage, 1. Viscount Savage und Tochter des Thomas Darcy, 1. Earl Rivers, auf Lebenszeit zur Countess Rivers und Viscountess Colchester erhoben. Diese nicht erblichen Titel (Life Peerage) erloschen bei ihrem Tod am 9. März 1651.

## Liste der Earls Rivers

### Earls Rivers, erste Verleihung (1466)
- Richard Woodville, 1. Earl Rivers, († 1469)
- Anthony Woodville, 2. Earl Rivers (um 1442–1483)
- Richard Woodville, 3. Earl Rivers  († 1491)

### Earls Rivers, zweite Verleihung (1626)
- Thomas Darcy, 1. Earl Rivers († 1640)
- John Savage, 2. Earl Rivers (um 1603–1654)
- Thomas Savage, 3. Earl Rivers (um 1628–1694)
- Richard Savage, 4. Earl Rivers (um 1654–1712)
- John Savage, 5. Earl Rivers (1665–1737)

### Countess Rivers (Life Peerage, 1641)
- Elizabeth Savage, Countess Rivers († 1651)